# NGC 2713
NGC 2713 is een balkspiraalstelsel in het sterrenbeeld Waterslang. Het hemelobject werd op 3 maart 1864 ontdekt door de Duitse astronoom Albert Marth.

## Synoniemen
- UGC 4691
- MCG 1-23-6
- ZWG 33.28
- IRAS08547+0306
- PGC 25161